# Bombardamento di Kure
Il bombardamento di Kure e delle aree circostanti da parte delle aviazioni navali americana e britannica alla fine di luglio 1945 causò l'affondamento della maggior parte delle navi da guerra ancora in efficienza della marina imperiale giapponese. Gli attacchi della Terza Flotta sull'arsenale navale di Kure e sui porti vicini il 24, 25 e 28 luglio portarono all'affondamento di una portaerei, due corazzate, un incrociatore da battaglia, cinque incrociatori e molte navi minori. Durante gli stessi giorni la British Pacific Fleet attaccò altri obiettivi nel Mare Interno di Seto e affondò due fregate e naviglio minore; inoltre una portaerei di scorta fu danneggiata. È possibile considerare il bombardamento di Kure come l'attacco di Pearl Harbor a parti invertite.

## Antefatto
Nel luglio 1945 le navi da guerra giapponesi di stazza maggiore ancora in efficienza erano concentrate vicino alla base navale di Kure. In realtà le navi erano immobilizzate a causa della mancanza di carburante ed erano utilizzate solo come batterie antiaeree statiche. L'ammiraglio John McCain, comandante della Task Force 38, era fermamente contrario ad attaccare Kure in quanto lui e il suo staff erano convinti che le navi non rappresentassero più una minaccia seria.
Nelle sue memorie l'ammiraglio William Halsey ha elencato quattro ragioni per attaccare Kure malgrado le obiezioni di McCain. In primo luogo, egli credeva che ciò avrebbe aumentato il morale delle truppe americane e costituito una rappresaglia per l'attacco di Pearl Harbor del dicembre 1941; secondo, ciò avrebbe impedito alla flotta nipponica di opporsi alla progettata invasione sovietica dell'Hokkaidō; terzo, avrebbe impedito ai giapponesi di utilizzare la flotta come merce di scambio per assicurarsi condizioni di pace migliori; quarto, l'attacco gli era stato ordinato dal suo diretto superiore, l'ammiraglio della flotta Chester Nimitz.
Nonostante operasse come un sottogruppo della Terza Flotta statunitense, la British Pacific Fleet fu esclusa dall'attacco a Kure in modo che essa non potesse rivendicare un ruolo nella distruzione della flotta giapponese. Essa fu invece utilizzata nell'attacco a aeroporti e al porto di Osaka.
Kure era già stata attaccata dai bombardieri B-29 della USAAF nel 1945 prima dell'attacco da parte della Marina di fine luglio. La fabbrica di aeroplani Hiro fu bombardata con successo il 5 maggio, mine navali erano state deposte all'imboccatura del porto il 30 marzo e il 5 maggio e il 40% della città era stato distrutto in un attacco aereo il 1º luglio.
Parteciparono all'attacco la Task Force 38 per gli americani e la Task Force 37 per gli inglesi. La Task Force 37 comprendeva le portaerei Formidable, Victorious e Indefatigable.

## La battaglia
La Terza Flotta attaccò Kure per la prima volta il 24 luglio. Gli aerei, partiti dalle portaerei, compirono 1 747 missioni quel giorno. Le navi giapponesi erano ancorate in acque troppo poco profonde per permettere l'uso di siluri e, data la presenza di numerose batterie antiaeree nell'area, l'aviazione evitò perdite pesanti utilizzando bombe a scoppio ritardato. I raid, che continuarono il 25 e il 28 luglio, furono un successo. Furono affondate la portaerei Amagi, le corazzate Hyuga e Ise, l'incrociatore da battaglia Haruna, gli incrociatori pesanti Tone e Aoba, l'incrociatore leggero Ōyodo (che era la nave ammiraglia della Flotta Combinata nipponica), i vecchi incrociatori corazzati Iwate e Izumo e altro naviglio minore. Inoltre furono attaccate anche le portaerei Katsuragi e Ryuho e la Katsuragi subì gravi danni. Questi attacchi aerei furono i più vasti effettuati dalla Marina statunitense durante la guerra e furono i più distruttivi in termini di affondamento di navi.
Gli attacchi partiti dalle portaerei britanniche contro Osaka e il Mare interno di Seto danneggiarono la portaerei di scorta Kaiyō e affondarono le fregate C.D. No. 4 e C.D. No. 30 con la perdita di quattro aerei.
Anche la USAAF attaccò le navi giapponesi a Kure il 28 luglio. L'attacco fu condotto da 79 B-24 Liberator partiti da Okinawa. Solo quattro bombe colpirono l'Aoba, che era stato spiaggiato in seguito agli attacchi precedenti. La contraerea giapponese abbatté due B-24 e ne danneggiò altri 14. Gli storici ufficiali della USAAF commentarono più tardi che "l'attacco non aveva altro senso che quello di una competizione con l'aviazione della Terza Flotta".
Gli Alleati persero in tutto 102 aviatori e 133 aerei in combattimento e in incidenti. Le perdite furono fra le più alte subite dalla Terza Flotta nell'arco di tutta la guerra e furono dovute alla massiccia presenza della contraerea e alla determinazione della caccia nipponica nel difendere l'area di Kure.

## Conseguenze

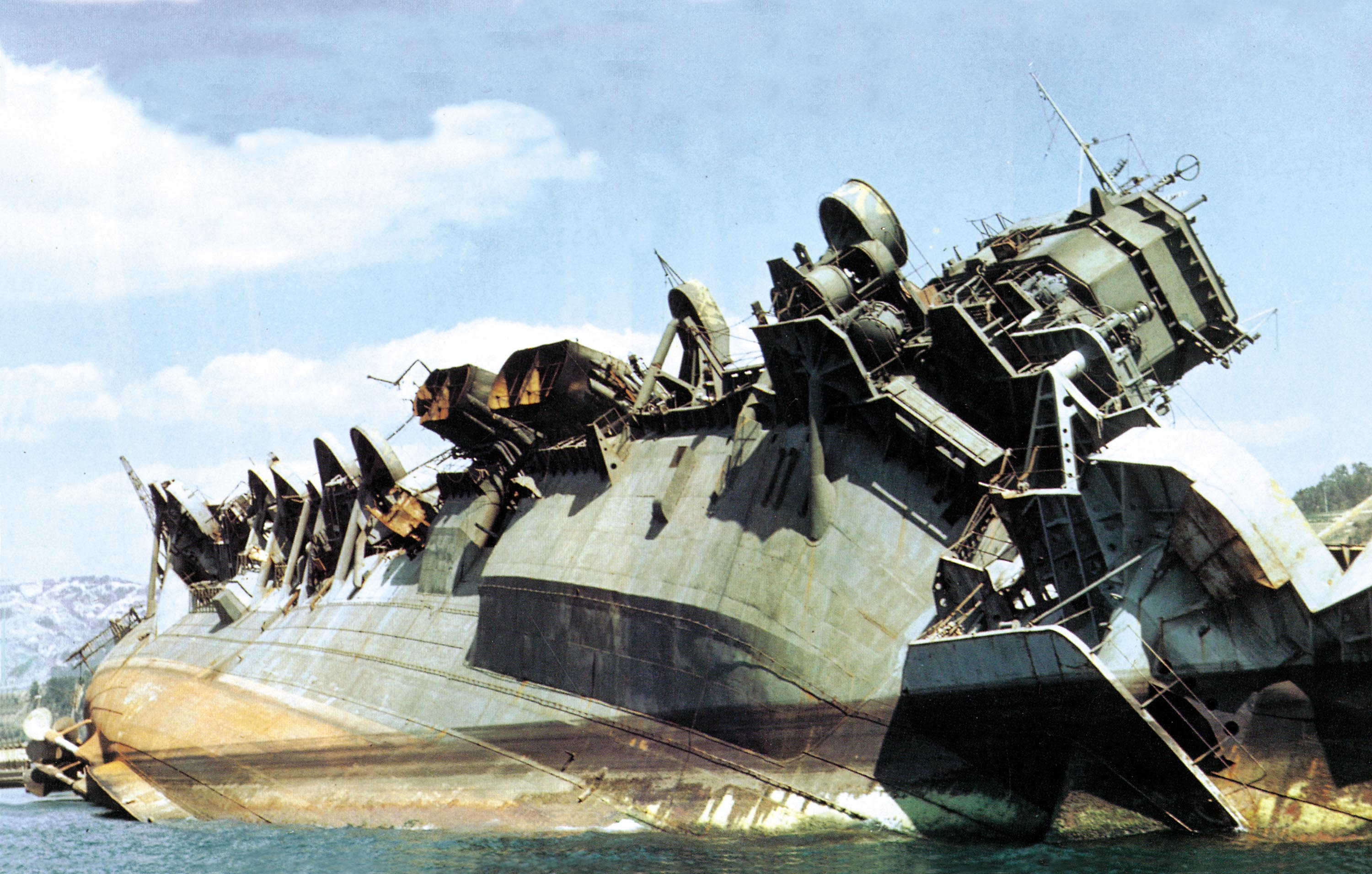
LAmagi nel 1946

Gli attacchi Alleati a Kure misero fuori uso le corazzate e gli incrociatori pesanti nipponici ancora in efficienza. Lo storico britannico Stephen Roskill ha sostenuto che le perdite giapponesi pareggiarono quelle subite dagli Stati Uniti durante l'attacco a Pearl Harbor. Il bombardamento permise anche alla Flotta del Pacifico sovietica di operare con molta maggiore libertà nel Mar del Giappone.